# Cratere Faqu
Faqu  è un cratere sulla superficie di Marte.